# Wild Obsession
Wild Obsession es el álbum debut de la agrupación alemana de heavy metal Axel Rudi Pell, publicado en 1989 por Steamhammer Records. El músico estadounidense Charlie Huhn, popular por su trabajo con Ted Nugent, se encargó de aportar las voces en el disco.

## Lista de canciones
1. "Wild Cat" (Pell / Pell, Huhn) (03:39)
2. "Call Of The Wild Dogs" (Pell / Pell, Huhn) (03:51)
3. "Slave Of Love" (Pell / Huhn) (04:36)
4. "Cold As Ice" (Pell / Pell) (06:21)
5. "Broken Heart" (Pell / Pell) (05:04)
6. "Call Her Princess" (Pell / Pell) (03:19)
7. "Snake Eyes" (Pell / Huhn) (05:13)
8. "Hear You Calling Me" (Pell / Pell, Huhn) (04:55)
9. "Return Of The Calyph - From The Apocalypse Of Babylon" (Pell) (0:51)
10. "(Don't Trust The) Promised Dreams" (Pell / Pell) (06:28)

## Créditos
- Axel Rudi Pell – guitarra
- Charlie Huhn – voz
- George Hahn – teclados
- Volker Krawczak – bajo
- Thomas Smuszynski – bajo
- Jörg Designer – bajo
- Jörg Michael – batería